# Allogamus botosaneanui
Allogamus botosaneanui är en nattsländeart som beskrevs av Moretti 1991. Allogamus botosaneanui ingår i släktet Allogamus och familjen husmasknattsländor. Inga underarter finns listade i Catalogue of Life.